# Claude Narcisse de Vouges de Chanteclair
Pour les articles homonymes, voir Chanteclair.
Claude Narcisse de Vouges, comte de Chanteclair, né le 28 octobre 1748 à Paris, mort le 13 mars 1819 à Soissons (Aisne), est un colonel français de la Révolution et de l’Empire.

## États de service
Destiné à servir dans la marine, il est classé en 1758, garde-marine au département de Rochefort, puis il fait en mer et sur les côtes de l’Aunis les campagnes de 1759 à 1761.
En décembre 1761, il est reçu aspirant à l’école d’artillerie de Besançon, et le 26 février 1762, il passe à celle de La Fère, où il est admis élève le 17 septembre 1763. Ses études terminées, il rejoint le 18 janvier 1767, le régiment d’artillerie de Strasbourg, avec le grade de lieutenant. Il reçoit son brevet de capitaine le 9 mai 1778 et il sert en mer et sur les côtes de Bretagne en 1780.
En 1781, il est envoyé en Amérique et il se distingue pendant le siège de Yorktown. Alors que 2 redoutes construites en dehors de la ville entravent les travaux des assiégeants, La Fayette, à la tête d’une colonne d’Américains, s’empare de l’une d’elles, et Chanteclair avec les Français, se rend maitre de la seconde. Il contribue aussi à la prise de Saint-Christophe le 12 février 1782, en tournant contre la place les 27 canons qu’il a pris à l’ennemi au pied de la rampe de Brimstone Hill. Ces diverses actions lui valent d’être admis dans l’ordre de Cincinnatus.
Il est fait prisonnier par les Anglais le 12 avril 1782, alors qu’il commande, avec rang de major, l’artillerie du vaisseau amiral Ville de Paris, et il est conduit sur le Barfleur, où l’amiral Wood, veut le faire fusiller, prétendant qu’il a lâché sa bordée, alors que le ville de Paris avait amené son pavillon, et qu’elle a tué ou mis hors de combat 80 hommes de son équipage. Le fait était vrai, mais il parvient à convaincre l’amiral qu’il avait ignoré cette circonstance. Il en est quitte pour une année de captivité.
De retour en France, il est fait chevalier de Saint-Louis le 17 avril 1783. En 1790 et 1791, il se trouve à Strasbourg, pour organiser l’artillerie à cheval que la France n’a pas encore adoptée. En mai 1792, il est envoyé à l’armée du Nord et il est nommé lieutenant-colonel le 28 août de la même année.
Il est promu colonel le 18 novembre 1796, et le 13 juin 1797, il part pour la Martinique en qualité de directeur de l’artillerie. Revenu en France le 8 novembre 1796, il est affecté à l’armée de l’Ouest, et en septembre 1803, le premier Consul le nomme directeur de l’arsenal de La Fère. Il est fait chevalier de la Légion d’honneur le 11 décembre 1803, officier de l’ordre et électeur du département de l’Aisne le 14 juin 1804.
Il est admis à la retraite le 12 janvier 1813, et il meurt le 13 mars 1819 à Soissons.

## Sources
- A. Lievyns, Jean Maurice Verdot, Pierre Bégat, Fastes de la Légion-d'honneur, biographie de tous les décorés accompagnée de l'histoire législative et réglementaire de l'ordre, Tome 3, Bureau de l’administration, 1844, 529 p. (lire en ligne), p. 74.
- « Cote LH/758/41 », base Léonore, ministère français de la Culture
- Alex Mazas, Histoire de l'ordre royal et Militaire de Saint-Louis depuis son institution, jusqu'en 1830, Tome 2, Firmin Didot frère, Paris, 1860, p. 346.
- Sylvie Nicolas, Les derniers maîtres des requêtes de l'Ancien Régime (1771-1789), dictionnaire prosopographique, école de Chartres, Paris, 1998, p. 220.